# Oráculo (Matrix)
 Oráculo  es un personaje de ficción representada por Gloria Foster (y después por Mary Alice) dentro de las series de la Matrix, películas creadas por las hermanas Wachowski. El personaje también aparece en el videojuego Enter the Matrix y el MMORPG Matrix en línea.

## Historia
En la primera película, se muestra al Oráculo como una figura misteriosa, poderosa y de carácter alegre que tiene propensión a los cigarros, los caramelos y disfruta preparando galletas. Ella posee el poder de premonición, que usa para aconsejar y guiar a los humanos que intentan luchar contra el sistema Matrix. Después, se revela que es una programa pensante que está integrado en la misma naturaleza de la propia Matrix. El hecho de que su poder de predicción es o no determinista, es un concepto del que se trata bastante en las tres películas. Ella aduce que no tiene la habilidad para ver más allá de sus propias decisiones, explicando que nadie (incluida ella misma) tiene la habilidad de ver más allá de una elección que no entiende. Se aclara en las películas que su poder no puede usarse para predecir las últimas acciones de Neo, quien posee un genuino libre albedrío al desafiar al Arquitecto. 
Su poder de premonición, por otro lado, no es una premonición propiamente dicha, sino un cálculo; El Arquitecto creó al Oráculo para ser "un programa diseñado para investigar la psique humana", para permitir a Matrix ser aceptada por la mayoría de la población humana. La premonición sólo se aplica en los niveles más fundamentales, como una advertencia (cuando le dice a Neo sobre "romper el jarrón" en la primera película). En los niveles más extensos, ella exhibe el rasgo para predecir los eventos directamente pertinentes a la naturaleza y/o programas de Matrix, y a las respuestas humanas naturales según su conocimiento de los seres humanos. Esto está muy claro en su predicción de la opción de Neo entre la vida de Morfeo y la suya: mientras el Oráculo supo que Los Agentes estarían buscando a Morfeo, ya que él estaba buscando al 'Elegido', y viendo las acciones de Cifra (Cypher en la versión original) y sus reacciones (como su conversación con el Agente Smith), ella predijo el evento más probable. Otro ejemplo es su predicción sobre la opción de Neo en la segunda película, The Matrix Reloaded: ella había existido a lo largo de varias versiones de Matrix, y sin importar la habilidad de El Elegido de tener libre voluntad, ella ya había experimentado una serie de eventos que habían ocurrido y ocurrirían para empujar al Elegido "inexorablemente" (como El Arquitecto lo expuso) a la Fuente.

## Interpretaciones
El Oráculo fue interpretada por Gloria Foster en las primeras dos películas de Matrix (The Matrix y The Matrix Reloaded) y por Mary Alice en la tercera película de Matrix (The Matrix Revolutions) y el videojuego (Enter the Matrix). En The Matrix Revolutions y Enter Matrix se explica que Kamala y Ramachandra, los padres de Sati, habían hecho un trato con Merovingio, dando el código de "terminación" del Oráculo a cambio del pasaje de su hija a Matrix como una exiliada, a través del Ferroviario. En realidad, Mary Alice actuó como la Oráculo porque Gloria Foster había muerto de complicaciones por diabetes antes de que The Matrix Revolutions se filmara; sin embargo, el cambio en las actrices llevó a un poderoso desarrollo en el personaje del Oráculo, que no podría haberse dado de otra forma, al mostrar su relación con la naturaleza de las decisiones y las consecuencias de las decisiones del Elegido.

## Propósito del Oráculo
En la tercera película de Matrix, el Oráculo indica su verdadero propósito que es traer el desequilibrio en lugar del equilibrio a las ecuaciones que forman Matrix. En eso ella se opone al Arquitecto, quien trae el equilibrio a las ecuaciones que forman Matrix. 
El propósito del Oráculo es ayudar al Elegido y a los humanos que le siguen por medio de la Profecía (prediciendo la victoria del Elegido y el final de las máquinas), no para destruir Matrix, sino para que ellos puedan desconectarse voluntariamente del sistema, asegurando su estabilidad mientras previenen su destrucción (como descubrió Neo, que la profecía es "simplemente otro programa en el sistema"). El papel del Arquitecto es pues, reunir al Elegido con la Fuente y traer la destrucción de Zion. Ambos, el Arquitecto y el Oráculo, se aseguran de que Matrix se reinicie y que la población de Sion pueda restablecerse cuando sea necesario, por lo tanto, comenzando otra vez el ciclo de "los Elegidos" y manteniendo el control sobre los humanos por un ciclo más.
El Yin-Yang está relacionado como una forma de equilibrio entre las fuerzas contrarias, para que se ponga en evidencia que el Arquitecto y el Oráculo son las dos fuerzas opuestas de la propia Matrix: el factor humano falible y la lógica de las máquinas. Esta idea incluso se insinúa en las películas, ya que el Oráculo usa aretes de Yin-Yang a lo largo de la tercera película. Este proceso de equilibrio entre las fuerzas contrarias se comprende más aún en el conflicto entre el Agente Smith y Neo al final de la tercera película de Matrix, cuando ellos se aniquilan literalmente el uno al otro, como una colisión entre la materia y la antimateria. Ya que el Oráculo y el Arquitecto son el Yin y el Yang para la propia Matrix, los dos deben existir para que Matrix pueda existir. Así, cuando Smith poseyó al Oráculo, se volvió una amenaza para la propia existencia de Matrix. 
En la primera película de Matrix, el Agente Smith reveló que la primera Matrix fue un fracaso porque era demasiado perfecta para que los humanos la aceptaran. El Arquitecto confirma esto en la segunda película (y se atribuye su creación), y además, afirma que también creó una segunda versión fallida de Matrix basada en la historia y la naturaleza humana, de la manera como él la percibía sin el Oráculo. Al agregar al Oráculo (cuyas investigaciones en la psique humana dieron la respuesta para crear una simulación funcional que los humanos aceptarían), una versión estable del sistema fue creada con la tercera versión de Matrix, que a pesar de ser una simulación aceptada por los humanos, tarde o temprano y de forma sistemática aparecía uno que no solo no la aceptaba, sino que tenía capacidad ilimitada para influir en ella, por lo que "La profecía del Elegido" fue creada para asegurar su continuación mediante ciclos. 
En las dos películas finales, el Oráculo tiene éxito desequilibrando Matrix hasta el punto de que casi la destruye. Sin embargo, haciendo esto, encuentra una solución para que las máquinas y los humanos pueden coexistir en paz. El Arquitecto le dice que "jugó un juego muy peligroso" al ayudar a los humanos, a lo que ella responde que "el cambio siempre es peligroso". Ella hace apariciones frecuentes ahora en el Tribunal de Debir en Matrix Online.